# Chthonosaurus
Chthonosaurus es un género de terápsidos terocéfalos del Pérmico superior de Rusia perteneciente a la familia Akidnognathidae. La especie tipo es Chthonosaurus velocidens que fue descrita en 1955.